# 신독일 영년
신독일 영년(프랑스어: Allemagne année 90 neuf zéro, Germany Year 90 Nine Zero)은 프랑스에서 제작된 장 뤽 고다르 감독의 1991년 드라마 영화이다. 에디 콘스탄틴 등이 주연으로 출연하였고 Nicole Ruelle 등이 제작에 참여하였다.

## 출연

### 주연
- 에디 콘스탄틴
- 한스 지쉴러

### 조연
- 클라우디아 미첼센
- 안드레 S. 라바르트